# Ioan Blédéa
Ioan Blédéa est un sculpteur sur bois du Maramureș, (Roumanie du Nord–Ouest) né en 1949. 
Il a commencé par faire des masques d’inspiration traditionnelle (représentant le diable ou des personnages étranges ou malicieux), puis s’est essayé à diverses créations évoquant les gestes des paysans ou des artisans des villages de sa région, et la vie quotidienne des gens. Déjà renommé en Roumanie, où,
en 1996, il avait participé à quinze sessions ou à des festivals de sculpture sur bois, et à plus de quarante expositions collectives. Il avait également réalisé de hautes statues en six lieux de Roumanie et obtenu quatre premiers prix nationaux. 
Beaucoup de journaux et revues spécialisées le citent. 
Il est membre de la Ligue Culturelle Franco-roumaine. 
Des amateurs, des collectionneurs ont répandu ses œuvres en Yougoslavie, Espagne, Autriche, Suède, États-Unis….  En 1991, il est invité en France par l’association «Rencontre Loraine-Maramureș», dans le cadre des échanges culturels organisés par celle-ci. Il sculpte sur place une œuvre dans chacune des quatre communes ou institutions qui l’accueillent avec son exposition : Épinal, Nancy, Bar-le-Duc  etc. 
Il rencontre de grands sculpteurs qui l’apprécient beaucoup. À partir de là, il va participer tous les ans à des Festivals Internationaux de Sculpture sur Bois, dans plusieurs régions de France, et également au Danemark et au Mexique. 

## Ses styles
L’un, figuratif, évoque la vie et les traditions de sa région. C’est celui qu’il emploie le plus couramment. L’autre, plus abstrait, peut faire penser, quelquefois, à Brancusi, bien qu’il n’ait pas cherché à l’imiter et qu'il n’a pas eu accès à ses œuvres.  Très rapide dans l’exécution, il a pu être surnommé « le mangeur de bois » : En effet, il n’hésite pas à sculpter à la hache ses plus grosses pièces !  